# Iron Fist (álbum)
Iron Fist (Puño de hierro) es el quinto álbum de estudio de la banda de rock británica Motörhead. Editado el 17 de abril de 1982, llegó al n.º 6 de la lista de álbumes del Reino Unido. Fue precedido del lanzamiento del sencillo "Iron Fist" el 3 de abril, llegando al n.º 29 de la lista de sencillo británica. Fue el último álbum de la formación Lemmy, Eddie Clarke y Phil Taylor.

## Lista de canciones
Todas las canciones compuestas por Lemmy Kilmister, Eddie Clarke y Phil Taylor.

### Cara A
1. "Iron Fist" – 2:55
2. "Heart of Stone" – 3:04
3. "I'm the Doctor" – 2:43
4. "Go to Hell" – 3:10
5. "Loser" – 3:57
6. "Sex & Outrage" – 2:10

### Cara B
1. "America" – 3:38
2. "Shut it Down" – 2:41
3. "Speedfreak" – 3:28
4. "(Don't Let 'em) Grind Ya Down" – 3:08
5. "(Don't Need) Religion" – 2:43
6. "Bang to Rights" – 2:43

### CD pistas adicionales
1. "Remember Me, I'm Gone" – 2:18
2. "(Don't Let 'em) Grind Ya Down" - (Versión alternativa) – 3:09
3. "Lemmy Goes to the Pub" - (Versión alternativa de "Heart of Stone") – 3:02
4. "Same Old Song, I'm Gone" - (Versión alternativa de "Remember Me, I'm Gone") – 2:20
5. "Young and Crazy" - (Versión instrumental de "Sex & Outrage") – 2:12

### Edición Deluxe: Disco 2
1. "Remember Me, I'm Gone" – 2:19
2. "Overkill" – 2:52
3. "Heart of Stone" – 3:07
4. "Shoot You in the Back" – 3:10
5. "The Hammer" – 3:19
6. "Jailbait" – 3:56
7. "America" – 3:23
8. "(Don't Need) Religion" – 3:20
9. "Capricorn" – 4:23
10. "(Don't Let 'Em) Grind Ya Down" – 3:24
11. "(We Are) The Roadcrew" – 3:08
12. "No Class" – 2:32
13. "Bite the Bullet" – 1:30
14. "The Chase Is Better Than the Catch" – 5:13
15. "Bomber" – 4:53

- Pista 1: Cara B del sencillo "Iron Fist"
- Pistas 2 - 15: Grabadas en vivo en Maple Leaf Gardens, Toronto, Ontario, 12 de mayo de 1982

## Personal
- "Fast" Eddie Clarke – guitarra, coproductor
- Lemmy (Ian Kilmister) – bajo, voz
- Phil "Philthy Animal" Taylor – batería

- Alan Ballard – fotografía, portada
- Steffan Chirazi – notas del libreto
- Curtis Evans – diseño de reedición
- Evil Red Neck (Will Reid) – productor
- Charles Harrowell – ingeniero
- Martin Poole – diseño gráfico, fotografía
- Hatsumi Sakoda – notas del libreto
- Mick Stevenson – fotografía
- John Strednansky – notas del libreto

## Ediciones
| Fecha               | Lugar                   | Sello discográfico      | N.º de catálogo | Formato         | Notas                    |
| ------------------- | ----------------------- | ----------------------- | --------------- | --------------- | ------------------------ |
| 17 de abril de 1982 | Reino Unido             | Bronze                  | BRON 539        | LP              | N.º 6 lista de álbumes   |
| 17 de abril de 1982 | Estados Unidos          | Mercury                 | SRM-1-4042      | LP              | N.º 174 Billboard        |
| 1982                | Francia                 | WEA Filipacchi Music    | 893048          | LP              |                          |
| 1982                | Alemania                | Bronze                  | 204 636         | LP              |                          |
| 1982                | Yugoslavia              | Jugoton                 | LSBRO 11019     | LP              |                          |
| 1982                | Australia/Nueva Zelanda | Bronze                  | L-37841         | LP              |                          |
| 1982                | Brasil                  | Bronze                  | 6328444         | LP              |                          |
| 1987                | Francia                 | Castle Communications   | CLACD 123       | CD              |                          |
| 1996                | Reino Unido             | Essential, Castle Music | ESM CD 372      | CD              | con 5 pistas adicionales |
| 1999                | Estados Unidos          | Castle Music America    | CDX CMACD-523   | CD              | con 5 pistas adicionales |
| 2001                | Estados Unidos          | Metal-Is                | CDX 85211       | CD              | con 5 pistas adicionales |
| 2003                | Italia                  | Earmark                 | LPPIC 41017     | LP picture disc |                          |
| 2005                | Reino Unido             | Sanctuary               | SMED-244        | 2CD             | con disco adicional      |